# Ippolito Onorio De Luca
Ippolito Onorio De Luca (Agrigento, 25 novembre 1849 – Palermo, 26 marzo 1913) è stato un avvocato, giornalista e politico italiano.
Laureato a Palermo, avvocato penalista, è stato consigliere comunale, assessore, sindaco e consigliere provinciale di Agrigento